# Zaklęty krąg
Zaklęty krąg – album studyjny polskiego zespołu muzycznego Cugowscy. Wydawnictwo ukazało się 30 września 2016 roku nakładem wytwórni muzycznej Sony Music Entertainment Poland.
Album dotarł do 4. miejsca polskiej listy przebojów – OLiS. Materiał był promowany teledyskiem do utworu tytułowego.
30 października 2019 roku album otrzymał status złotej płyty.

## Lista utworów
Opracowano na podstawie materiału źródłowego. 
| Nr  | Tytuł utworu         | Długość |
| --- | -------------------- | ------- |
| 1.  | „Iluzja”             | 6:02    |
| 2.  | „Do niej”            | 3:56    |
| 3.  | „Zaklęty krąg”       | 3:55    |
| 4.  | „Mercedes Blue”      | 4:32    |
| 5.  | „Wszyscy na jednego” | 4:38    |
| 6.  | „Mam to dla ciebie”  | 5:02    |
| 7.  | „Na czas”            | 4:23    |
| 8.  | „Jackie D.”          | 4:23    |
| 9.  | „Godność”            | 3:03    |
| 10. | „Weź moją duszę”     | 3:41    |
| 11. | „Znów pora w drogę”  | 3:14    |
| 12. | „Spragnieni”         | 6:32    |
|     |                      | 53:21   |